# كوري ماسون
كوري ماسون (بالإنجليزية: Cory Mason)‏ هو سياسي أمريكي، ولد في 25 يناير 1973 في راسين في الولايات المتحدة. حزبياً، نشط في الحزب الديمقراطي. وقد انتخب عضو جمعية ولاية ويسكونسن.